# 이민서
이민서(1633년 ~ 1688년)는 조선 후기의 문신이다. 본관은 전주, 호는 서하(西河), 자는 이중이다. 숙종 때 서인의 거두였다.

## 생애
효종 때인 1655년에 문과에 급제하여 지평이 되고 1660년에 수찬, 교리, 부교리 등을 거쳐 다시 수찬, 교리, 지평, 헌납, 이조좌랑, 부수찬, 부교리를 거쳐 종사관이 되었고, 연이어 이조정랑, 응교를 한 뒤에 사인을 하다가 나주목사로 외직에 나갔고, 시독관, 부교리, 부응교, 사인, 응교를 하였다.
1673년, 당상관으로 승진해 대사성, 이조참의, 호조참의를 하지만, 1674년, 숙종 즉위 후 서인이 실각하며 파직되었다.
1677년(숙종 3년)에 광주목사가 되어, 임진왜란 때의 의병장 박광옥(朴光玉)의 사우 벽진서원을 중수하고, 1678년(숙종 4년) 지방 사림들의 뜻을 모아 김덕령(金德齡)을 벽진서원에 제향하였고, 1680년(숙종 6) 청액상소를 올려 “의열(義烈)”이라는 사액을 받게 하였다.
그 뒤 1680년, 경신환국으로 서인이 재집권 후에 대사헌으로 동지경연사를 겸했고 예조판서, 이조판서, 대제학, 한성부판윤, 호조판서 등을 거쳐 지돈녕부사로 물러난다.

## 같이 보기
- 벽진서원
- 박광옥 / 김덕령 : 벽진서원에 배향된 사람. 고경명이 의병을 일으킬 때, 고경명·박광옥·김덕홍(김덕령의 형)·김덕령 네 사람이 함께하였다.
- 서하선생집